# Башкирова, Кира Александровна
Ки́ра Алекса́ндровна Башки́рова (13 марта 1898, Санкт-Петербург — 4 июля 1987) — медработник, участница Первой мировой войны в составе Русской императорской армии, в годы Великой Отечественной войны — медсестра. Является одной из известнейших русских женщин-участниц Первой мировой войны.

## Биография
Родилась 13 марта 1898 года в Санкт-Петербурге в дворянской семье. Отец — Александр Владимирович Башкиров, историк, преподаватель, сотрудник Публичной библиотеки, полиглот (знал 16 языков). Мать — Надежда Павловна, родилась в Швейцарии, воспитывалась в женском монастыре. В семье были братья Кирилл (журналист, правый эсер, участник похода генерала Юденича на Петроград (о чём написал книгу), в советское время — крупный специалист по копчению рыбы, о чём написал несколько книг), Иван (работник лесной промышленности), сёстры Татьяна, Нина (утонула в 1913 году), Злата (лепролог) и Елена (её сын А. А. Годовиков, минералог широкого профиля, специалист в области теоретической и экспериментальной минералогии, роста кристаллов, директор Минералогического музея РАН им. А. Е. Ферсмана, в его честь назван минерал годовиковит).
С детства Кира мечтала бежать из дома с Ниной в соседнюю экономию, чтобы начать там вести самостоятельную жизнь; много играла с деревенскими мальчишками. Училась в шестом классе Виленского Мариинского высшего женского училища на момент начала Первой мировой войны. Семья ухаживала за ранеными, но Кира мечтала попасть на фронт и оказывать большую помощь Русской императорской армии, вследствие чего решила бежать. О планах Киры знали только сестра Злата, двоюродный брат Николай Попов и подруга Вера Модесс.
В октябре 1914 года Кира, взяв удостоверение ученика училища у Николая, срезала косы и продала их, чтобы приобрести полное солдатское обмундирование, после чего тайно ушла из дома. Она добралась до города Лодзь, где под именем Николая Попова была зачислена охотником в разведку 88-го Петровского пехотного полка без дополнительных вопросов. Чтобы не выдавать себя, она стала говорить басом и приобрела мужские привычки, но для сохранения своей тайны душ посещала отдельно ото всех и в письмах просила родных присылать только исключительно конверты, бумагу, чернила, папиросы и махорку (всё это шло разведчикам). 20 декабря 1914 года в ночной разведке Кира взяла в плен вражеского языка, за что была награждена Георгиевским крестом 4 степени (№ 40133) и получила отпуск.
В Вильно Кира встретилась с родителями, которые уже знали, что их дочь сражается на фронте. Более того, в Вильно также знали о секрете Киры, поскольку на Георгиевском проспекте появился портрет девушки с подписью «Кира Башкирова — доброволец Николай Попов», однако при личной встрече Кира всё отрицала. В полку же она долго хранила тайну, которая раскрылась только тогда, когда Кира слегла в лазарет с кишечной инфекцией. Сослуживцы, узнав правду, были поражены и восхищены мужеством Киры, даже принеся перед ней извинения за то, что позволяли в её присутствии грубые слова. Начальство постановило отправить девушку в тыл, но после долгих рассуждений сохранило за ней Георгиевский крест, направив хвалебное письмо.
Кира снова под именем Николая Попова вернулась в воинскую часть и продолжила службу, в одном из боёв была ранена. Врачи снова раскрыли её подлинную личность. Спустя некоторое время Кира направила письмо от своего настоящего имени и продолжила службу в составе 30-го Сибирского стрелкового полка. В октябре 1917 года она вернулась домой.
В 1919 году вышла замуж за Павла Петровича Крейтера, приняв его фамилию, и родила дочь Светлану, но спустя год её муж погиб. В 1924 году вышла замуж за врача-бактериолога Георгия Николаевича Лопатина, в браке родила сына Вадима (дочь Светлана взяла отчество у отчима). Работала в послевоенные годы в Полтаве, организовав детский дом для сирот.
В годы Великой Отечественной войны работала медсестрой в госпитале Мурманска, где трудился её супруг, и была награждена медалями «За боевые заслуги» и «За оборону Советского Заполярья». В 1966 году вышла замуж за Степана Степановича Рыбакова, дядю известного историка, академика РАН Б. А. Рыбакова.
Скончалась 4 июля 1987 года в возрасте 89 лет. Похоронена на Ваганьковском кладбище в Москве.